# Janatantrik Terai Mukti Morcha
Janatantrik Terai Mukti Morcha (JTMM) (del nepalí: जनतान्त्रिक तराई मुक्ति मोर्चा, Janatāntrika Tarāī Muktī Morcā, traducido como "Frente de Liberación Popular de Terai"; también Terai Janatantrik Mukti Morcha (TJMM) es una organización política y militar en Nepal. Se formó en 2004 como una escisión del Partido Comunista de Nepal (Maoísta) (CPN-M) dirigida por Jay Krishna Goit. El grupo señalo al  PCN-M de no garantizar la autonomía de la región Terai.
La facción Jwala Singh del Janatantrik Terai Mukti Morcha (JTMM-J) fue formada por Nagendra Kumar Paswan, también conocido como Jwala Singh, en agosto de 2006 después de que se separó del JTMM liderado por Goit. Jwala Singh es un ex cuadro del PCN-M y se había unido a Goit cuando se creó el grupo. Más tarde, Singh desarrolló diferencias con Goit sobre las estrategias para la liberación del Terai y el establecimiento de un estado Terai indep-endiente. Las facciones Jwala y Goit tienen una historia de competencia, conflicto armado y asesinato de los cuadros de cada uno, aunque tuvieron momentos de acercamiento en 2009.

## Liderazgo y estructura
La facción original del JTMM fue formada en julio de 2004 por Jaya Krishna Goit después de separarse del Partido Comunista de Nepal (Centro Maoísta) (CPN-M). Goit había sido un exlíder del Partido Marxista Leninista Unificado (UML) (Partido Comunista de Nepal (Marxista-Leninista Unificado) y el coordinador del Frente de Liberación Nacional Madhesi dentro del CPN-M. Goit acusó a los dirigentes maoístas de traicionar al pueblo madhesi y comenzó a oponerse directa y violentamente al PCN-M. Se cree que la facción Goit está compuesta por unos mil partidarios principales; El principal lugarteniente de Goit es Pawan Singh.
Jwala Singh es el líder de un grupo disidente del JTMM, el JTMM-J. El grupo afirma haber formado una milicia armada en 12 de los 20 distritos de Terai. Con unos pocos cientos de cuadros, este grupo tiene una organización inspirada en el PCN-M, que incluye gobiernos a nivel central y de distrito y un Ejército de Liberación de Terai. Habiendo luchado tanto contra el gobierno como contra la facción de Goit Durante varios años, Jwala Singh indicó en enero de 2009 que era probable una eventual reconciliación y fusión con la facción Goit.
Otro grupo distinto dentro del JTMM es la facción Rajan Mukti (JTMM-R), liderada por Rajiv Jha. Esta facción también ha entablado negociaciones independientes con el gobierno nepalés, con el que tiene vínculos a través del secretario de medios del Vicepresidente Parmananda Jha.
En abril de 2011, después de al menos seis rondas de conversaciones con el gobierno nepalí desde 2007, estas principales facciones del JTMM afirmaron que depusieron las armas y pusieron fin a sus campañas violentas.

## Actividades
El JTMM busca formar un estado Terai independiente poblado y gobernado por madhesies. Para lograr estos objetivos, el JTMM y grupos similares han tratado de apoderarse de las tierras del Terai de propietarios no madhesi, lo que ha provocado que oleadas de no madhesis huyan de la región. El JTMM afirma ser un partido político legítimo, sin embargo, ambas facciones han estado involucradas en asesinato, secuestro, donación forzosa (extorsión) y otros atropellos. El JTMM generalmente se dirige a los Pahadis y otros no madhesies, aquellos que se resisten a la extorsión y los residentes comunes.
La mayoría de sus actividades son similares a las del (Partido Comunista Unificado de Nepal (Maoísta) (PCN-M) durante la Guerra civil nepalesa (1996-2006). Ha formado un gobierno paralelo Continuidad del gobierno y participa activamente en la recaudación de "impuestos" de los ciudadanos nepaleses comunes y corrientes. El gobierno de Nepal reconoce al JTMM como un grupo criminal en lugar de un partido político.
El JTMM está activo principalmente en la región Terai poblada por el pueblo madhesi que limita con India en los distritos de Siraha, Sunsari , Dhanusa, Morang, Sarlahi, Bara, Banke, Bardiya, Kailali, Kanchanpur, Parsa, Rupandeli, Janakpur, Saptari, Mahottari, Birganj, Rautahat, Rolpa, Hetauda y Chitwan.

## Historia
En 2004, el JTMM, dirigido por Jay Krishna Goit, se separó del PCN-M (Partido Comunista Unificado de Nepal (maoísta)). Muchos madhesies, que representan casi el 20 por ciento de la población total de Nepal, se sintieron marginados por el acuerdo de paz de 2006 entre el gobierno y el PCN-M que puso fin a la Guerra Civil Nepalesa de una década de duración. . Los frustrados madhesis temían no tener un lugar en ningún gobierno futuro según el acuerdo,
A lo largo de su período de militancia, el JTMM permaneció en una acalorada batalla con su organización matriz. En agosto de 2005, varios miembros destacados del JTMM murieron en combates con el PCN-M. En julio de 2006, el PCN-M declaró la guerra al JTMM, acusándolo de asesinar a cuadros maoístas.
En enero de 2007, activistas del JTMM desafiaron el toque de queda y se enfrentaron con la policía, lo que provocó la muerte de al menos 24 personas. El 31 de enero de 2007, la JTMM firmó una tregua con el gobierno para crear condiciones para las negociaciones. Sus demandas incluían que los cuadros del JTMM encarcelados fueran liberados y que se retiraran los cargos contra ellos. A principios de marzo de 2007, el JTMM declaró que reanudaría su insurgencia armada porque, según afirmaba, el gobierno no había cumplido sus compromisos en relación con la tregua.
En marzo de 2008, el JTMM se atribuyó la responsabilidad de ataques separados que mataron a dos trabajadores del CPN-M y a un candidato de izquierda antes de las Elecciones a la Asamblea Constituyente de Nepal de 2008. El grupo continuó llevando a cabo ataques, atentados con bombas y secuestros hasta abril de 2011. El JTMM pretendió deponer las armas en marzo de 2011. Su actual presidente, Rajeev Jha alias Utkarsha, afirmó que la revolución madhesi continuaría de manera pacífica y se comprometió a continuar las conversaciones con el gobierno nepalí.

### Designación como organización terrorista
El JTMM no ha sido catalogado individualmente como organización terrorista por ningún país, sin embargo, Estados Unidos ha designado al PCN-M, en el que muchos cuadros del JTMM sirvieron anteriormente, como organización terrorista. En sus informes nacionales, el Departamento de Estado de los Estados Unidos se ha referido al JTMM como un "grupo terrorista" al menos en una ocasión. Según la ley de los Estados Unidos, conocer la membresía pasada o presente o apoyo material (incluidos los pagos) a cualquier organización que incauta, secuestra o amenaza con matar, herir o rescatar a personas hace que los extranjeros sean inadmisibles en los Estados Unidos por motivos de terrorismo. , independientemente de si un grupo figura individualmente o no.

## Actividad armada
- JTMM se formó en 2004 como una escisión del Partido Comunista de Nepal (Centro Maoísta) (CPN-M) en torno a Jay Krishna Goit.[7]
- En agosto de 2005, varios miembros destacados del JTMM murieron en combates con el PCN-M.[11]
- En julio de 2006, el PCN-M declaró la guerra al JTMM, acusándolo de asesinar a cuadros maoístas.[11][33][34]
- Nagendra Kumar Paswan, también conocido como Jwala Singh, formó una facción Jwala Singh del Janatantrik Terai Mukti Morcha (JTMM-J) en agosto de 2006 después de separarse del JTMM liderado por Goit.[8]
- 2 de noviembre de 2006: Madan Krishna Upreti, jefe de la Oficina de Reforma Agraria del distrito de Rautahat en Nepal, resultó herido tras un ataque con explosivos en la ciudad de Gaur, distrito de Rautahat.[35]
- En enero de 2007, activistas del JTMM desafiaron un toque de queda y se enfrentaron con la policía, lo que provocó la muerte de al menos 24 personas.[24]
- El 31 de enero de 2007, la JTMM firmó una tregua con el gobierno para crear condiciones para las negociaciones. Sus demandas incluían que los cuadros del JTMM encarcelados fueran liberados y que se retiraran los cargos contra ellos. A principios de marzo de 2007, el JTMM declaró que reanudaría su insurgencia armada porque, según afirmaba, el gobierno no había cumplido sus compromisos en relación con la tregua.[24]
- En marzo de 2008, el JTMM se atribuyó la responsabilidad de ataques separados que mataron a dos trabajadores del PCN-M y a un candidato de izquierda antes de las elecciones de 2008.[1]
- En abril de 2011, después de al menos seis rondas de conversaciones con el gobierno nepalés desde 2007, JTMM afirmó haber depuesto las armas y puesto fin a sus campañas violentas.[19]
- El 30 de abril de 2012, al menos cuatro personas murieron el lunes en la explosión de una bomba cerca de un mitin político en Janakpur. 18 personas resultaron heridas en la explosión. JTMM asumió la responsabilidad del incidente.[36]